# Leptocerina kamoro
Leptocerina kamoro là một loài Trichoptera trong họ Leptoceridae. Chúng phân bố ở vùng nhiệt đới châu Phi.